# 宋鑑
宋鑑（1447年—?），字克明，山西澤州人，民籍，明朝政治人物。進士出身。

## 生平
早年出身國子生，山西鄉試第七名。成化十四年（1478年）戊戌科會試第二百七十六名，殿試登進士第三甲第一百二十四名。河南舞阳县知县。

## 家族
曾祖父宋思誠。祖父宋亨。父亲宋興。母馬氏。具慶下。弟宋鉉。娶馬氏。